# Ficus wamanguana
Ficus wamanguana är en mullbärsväxtart som beskrevs av Weiblen och Whitfeld. Ficus wamanguana ingår i släktet fikonsläktet, och familjen mullbärsväxter. Inga underarter finns listade i Catalogue of Life.